# Mancomunidad San Emiliano-Sena de Luna
La Mancomunidad San Emiliano-Sena de Luna es una agrupación voluntaria de municipios para la gestión en común de determinados servicios de competencia municipal, creada por varios municipios en la provincia de León, de la comunidad autónoma de Castilla y León, España.

## Municipios integrados
La Mancomunidad San Emiliano-Sena de Luna está formada por los siguientes municipios:
- San Emiliano
- Sena de Luna

## Sede
Sus órganos de Gobierno y Administración se ubicarán en el Municipio donde resida su Presidencia, teniendo como domicilio social y el lugar de reunión la Casa Consistorial.

## Fines
- Recogida de basuras de ambos Municipios.
- Mantenimiento del Alumbrado Público en ambos Municipios.
- Servicio de extinción de incendios de ambos Municipios.[1]

## Estructura orgánica
El gobierno, administración y representación de la Mancomunidad corresponden a los siguientes órganos:
- Presidente.
- Vicepresidente.
- Consejo de la Mancomunidad.